# Antwerp Giants
Antwerp Giats, om sponsorreden ook Windrose Giants Antwerp, is een Belgische basketbalploeg uit Antwerpen.

## Geschiedenis
De club ontstond in 1995 uit de fusie van het Antwerpse Sobabee met Racing Mechelen BC onder de naam Racing Basket Antwerpen. De naam werd veranderde naar Antwerp Giants voor het seizoen 2005/06. De club speelt zijn thuiswedstrijden in de Lotto Arena in Antwerpen, naast het Sportpaleis. Voorheen werden de wedstrijden gespeeld in sporthal Arena. De trainingen vinden plaats in de nieuwe Heylen Vastgoed Basket Campus in Merksem, waar ook de jeugdploegen spelen.
Sinds 2006 wordt de naam van de club elk seizoen verbonden aan een hoofdsponsor. Van 2006/07 tot 2007/08 was Sanex de hoofdsponsor, zodat de officiële naam van de club veranderde in Sanex Antwerp Giants. Van 20/09 tot 2010/11 nam de Antwerpse diamantsector over en ging de club Antwerp Diamond Giants heten. Van 2011/12 tot 2016/17 was de Haven van Antwerpen de hoofdsponsor, in die periode was de officiële naam van de club Port of Antwerp Giants.
Vanaf het seizoen 2017/18 nam Telenet over als hoofdsponsor waardoor Telenet Giants Antwerp de volledige naam was. In de zomer van 2024 werd bekend dat Windrose Technology de nieuwe titelsponsor zou worden en de club verderging onder de naam Windrose Giants Antwerp. De Chinese fabrikant van elektrische vrachtwagens ging een overeenkomst aan van vijf seizoenen. Telenet bleef ook aan boord als hoofdpartner.

### Namen
Mede door de veranderende hoofdsponsors, heeft de club in het verleden meerdere namen gekend.
- 1995–1999: Racing Basket Antwerpen
- 1999–2004: Racing Basket Antwerpen Telindus
- 2004–2005: Racing Basket Antwerpen Daewoo
- 2005–2006: Antwerp Giants
- 2006–2008: Sanex Antwerp Giants
- 2008–2011: Antwerp Diamond Giants
- 2011–2017: Port of Antwerp Giants
- 2017–2024: Telenet Giants Antwerp
- 2024–heden: Windrose Giants Antwerp

## Team

### Depth chart
| Pos. | Startende 5     | Bank 1           | Bank 2                |  |  |
| ---- | --------------- | ---------------- | --------------------- |  |  |
| C    | Ja'Von Franklin | Kevin Tumba      | Arne Schrevens        |  |  |
| PF   | Yoeri Schoepen  | Clarence Daniels | Maarten Vandenbossche |  |  |
| SF   | Michael Moore   | Letto Van Drom   | Vince Van Cleemput    |  |  |
| SG   | Kyle Foster     | Elias Lasisi     | Stefan Pot            |  |  |
| PG   | Michael Flowers | Symir Torrence   | Feie Tallir           |  |  |

### Teruggetrokken nummers
| Antwerp Giants teruggetrokken nummers |                 |         |                      |      |
| Nr.                                   | Speler          | Positie | Carrière             | Jaar |
| 4                                     | Roel Moors      | PG      | 2000–2002, 2009–2015 | 2015 |
| 29                                    | Jean-Marc Mwema | SF      | 2008–2016, 2021–2024 | 2024 |

## Resultaten
| Seizoen | Competitie    | Niv. | Reg | Play-offs    | Play-offs    | Beker          |
| ------- | ------------- | ---- | --- | ------------ | ------------ | -------------- |
| 1995/96 | Eerste klasse | I    | 8e  | -            | -            |                |
| 1996/97 | Eerste klasse | I    | 7e  | -            | -            |                |
| 1997/98 | Eerste klasse | I    | 2e  | Zilver       | Zilver       |                |
| 1998/99 | Eerste klasse | I    | 4e  | Zilver       | Zilver       |                |
| 1999/00 | Eerste klasse | I    | 3e  | Goud         | Goud         |                |
| 2000/01 | Eerste klasse | I    | 3e  | Kwartfinale  | Kwartfinale  |                |
| 2001/02 | Eerste klasse | I    | 8e  | -            | -            |                |
| 2002/03 | Eerste klasse | I    | 10e | -            | -            |                |
| 2003/04 | Eerste klasse | I    | 7e  | -            | -            |                |
| 2004/05 | Eerste klasse | I    | 7e  | -            | -            |                |
| 2005/06 | Eerste klasse | I    | 6e  | -            | -            |                |
| 2006/07 | Eerste klasse | I    | 3e  | Halve finale | Halve finale |                |
| 2007/08 | Eerste klasse | I    | 8e  | -            | -            |                |
| 2008/09 | Eerste klasse | I    | 4e  | Halve finale | Halve finale | Halve finale   |
| 2009/10 | Eerste klasse | I    | 5e  | Halve finale | Halve finale |                |
| 2010/11 | Eerste klasse | I    | 5e  | Kwartfinale  | Kwartfinale  | Halve finale   |
| 2011/12 | Eerste klasse | I    | 2e  | Halve finale | Halve finale | Zilver         |
| 2012/13 | Eerste klasse | I    | 5e  | Kwartfinale  | Kwartfinale  | Achtste finale |
| 2013/14 | Eerste klasse | I    | 6e  | Halve finale | Halve finale | Zilver         |
| 2014/15 | Eerste klasse | I    | 6e  | Kwartfinale  | Kwartfinale  | Halve finale   |
| 2015/16 | Eerste klasse | I    | 5e  | Kwartfinale  | Kwartfinale  | Zilver         |
| 2016/17 | Eerste klasse | I    | 2e  | Halve finale | Halve finale | Kwartfinale    |
| 2017/18 | Eerste klasse | I    | 2e  | Zilver       | Zilver       | Kwartfinale    |
| 2018/19 | Eerste klasse | I    | 1e  | Zilver       | Zilver       | Goud           |
| 2019/20 | Eerste klasse | I    | 3e  | -            | -            | Goud           |
| 2020/21 | Eerste klasse | I    | 3e  | Halve finale | Halve finale | Kwartfinale    |
| Seizoen | Competitie    | Niv. | Reg | Play-offs    | Play-offs    | Beker          |
| Seizoen | Competitie    | Niv. | Reg | NAT          | BNXT         | Beker          |
| 2021/22 | BNXT League   | I    | 4e  | Kwartfinale  | 4e ronde     | Kwartfinale    |
| 2022/23 | BNXT League   | I    | 2e  | Zilver       | Kwartfinale  | Goud           |
| 2023/24 | BNXT League   | I    | 2e  | Zilver       | -            | Kwartfinale    |
| 2024/25 | BNXT League   | I    | 6e  | Kwartfinale  | -            | Halve finale   |
| 2025/26 | BNXT League   | I    |     |              |              |                |

## Erelijst
2023-2024
- 2de in Belgische competitie van de BNXT League
- 3de in Elite Gold van de BNXT League
- Finale in de Belgische play-offs van de BNXT League
- Kwartfinale in de Beker van België
- Kwalificatieronde Champions League
- 3de plaats MVP: Rasir Bolton
- Belofte van het Jaar: Jo Van Buggenhout
- Zesde Man van het Jaar: Nikola Jovanovic
- BNXT Dream Team: Rasir Bolton en Nikola Jovanovic

2022-2023
- 2de in Belgische competitie van de BNXT League
- 1ste in Elite Gold van de BNXT League (ongeslagen)
- Finale in de Belgische play-offs van de BNXT League
- Kwartfinale in de BNXT play-offs van de BNXT League
- Winnaar Beker van België
- Groepsfase in FIBA Europe Cup
- Belofte van het Jaar: Thijs De Ridder
- Zesde Man van het Jaar: Thijs De Ridder
- BNXT Dream Team: Thijs De Ridder
- Coach van het Jaar: Ivica Skelin

2021-2022
- 4de in Belgische competitie van de BNXT League
- 6de in Elite Gold van de BNXT League
- Kwartfinale in de Belgische play-offs van de BNXT League
- vierde ronde in de BNXT play-offs van de BNXT League
- Halve finale Beker van België
- Final 16 in FIBA Europe Cup

2020-2021
- 3de in de EuroMillions Basketball League
- Kwartfinale Beker van België
- Belofte van het Jaar: Vrenz Bleijenbergh
- 3de plaats Belofte van het Jaar: Niels Van den Eynde

2019-2020
- 3de in de EuroMillions Basketball League
- Winnaar Beker van België
- Belgisch Speler van het Jaar: Hans Vanwijn
- Runner up Belofte van het Jaar: Vrenz Bleijenbergh

2018-2019
- Finale van de play-offs van de EuroMillions Basketball League
- 1ste in de EuroMillions Basketball League
- Winnaar Beker van België
- 3de plaats Basketball Champions League
- MVP: Paris Lee
- Belgisch Speler van het Jaar: Ismael Bako
- Coach van het Jaar: Roel Moors
- EMBL All Offensive Team: Paris Lee (PG) - Ismael Bako (C) - Jae'Sean Tate (F)
- EMBL All Defensive Team: Paris Lee (PG) - Ismael Bako (C)

2017-2018
- Finale van de play-offs van de EuroMillions Basketball League
- 2de in de EuroMillions Basketball League
- Kwartfinale Beker van België
- Eerste ronde in FIBA Europe Cup
- Runner up Player of the Year: Hans Vanwijn
- Rising Star of the Year: Thomas Akyazili
- EMBL All Defensive Team: Paris Lee (PG)

2016-2017
- Halve finale van de play-offs van de EuroMillions Basketball League
- 2de in de EuroMillions Basketball League
- Kwartfinale Beker van België
- Tweede ronde in FIBA Europe Cup
- MVP: Jason Clark

2015-2016
- Kwartfinale van de play-offs van de Scooore League
- 5de in de Scooore League
- Finale Beker van België
- Final 8 in FIBA Europe Cup
- Coach van het Jaar: Roel Moors

2014-2015
- Kwartfinale van de play-offs van de Scooore League
- 6de in de Scooore League
- Halve finale Beker van België
- Laatste 16 in EuroChallenge

2013-2014
- Halve finale van de play-offs van de Ethias League
- 6de in de Ethias League
- Finale Beker van België

2012-2013
- Eerste ronde van de play-offs van de Ethias League
- 5de in de Ethias League

2011-2012
- Halve finale van de play-offs van de Ethias League
- 2de in de Ethias League
- Finale Beker van België
- Laatste 16 in EuroChallenge

2010-2011
- Eerste ronde van de play-offs van de Ethias League
- 5de in de Ethias League
- Laatste 16 in EuroChallenge
- Halve finale Beker van België
- Drie spelers en coach van Antwerp Giants ook bij nationale ploeg

2009-2010
- Halve finale van de play-offs van de Ethias League
- 5de in de Ethias League
- Kwartfinale EuroChallenge
- Kwartfinale Beker van België
- Speler van het Jaar: Christophe Beghin (Antwerp Giants)

2008-2009
- Halve finale van de play-offs van de Ethias League
- 4de in de Ethias League
- 2de in Tournoi Mondial Basket Tourcoing (Frankrijk)
- Kwartfinale Beker van België
- Drie spelers en de coach geselecteerd voor het Belgisch nationaal basketbalteam.

2007-2008
- 8ste in de Ethias League
- Drie Giants in het nationale U18 team (-18-jarigen)
- “Belofte van het Jaar” Thomas Lamot (Antwerp Diamond Giants, ‘87)
- Deelname aan Uleb Cup (European Domestic Champions Cup) als kampioen van België
- Winnaar Belgian Supercup Basketball 2007
- Kampioen Beker van Antwerpen (Antwerp Giant junioren)

2006-2007
- Halve finale van de play-offs van de Ethias League
- 3de in Ethias League
- Winnaar Beker van België
- “MVP” (prijs Le Soir) Len Matela (Sanex Antwerp Giants)

2005-2006
- 6de in Ethias League

## Coaches
| Seizoenen | Coach              | Nota       |
| --------- | ------------------ | ---------- |
| 1995-1997 | ?                  |            |
| 1997-2000 | Eddy Casteels      |            |
| 2000-2002 | Tony Van den Bosch |            |
| 2002      | Marrek De Mondt    |            |
| 2002-2003 | Tony Van den Bosch |            |
| 2003-2005 | Ronny Bayer        |            |
| 2005-2007 | Arik Shivek        |            |
| 2007-2007 | Aleksandar Peldic  |            |
| 2007-2008 | Sven Van Camp      |            |
| 2008-2013 | Eddy Casteels      |            |
| 2013-2015 | Paul Vervaeck      |            |
| 2015-2019 | Roel Moors         |            |
| 2019-2022 | Christophe Beghin  |            |
| 2022      | Luc Smout          | ad interim |
| 2022-2024 | Ivica Skelin       |            |
| 2024      | Geert Hammink      |            |
| 2024-2025 | Jill Lorent        |            |
| 2025-     | Roel Moors         |            |

## Oud-spelers
Een lijst van spelers van de Antwerp Giants sinds 2000. Scroll naar beneden voor meer.
 Yoeri Schoepen (2014-2019, 2023-...)
 Ivan Alipiev (2024-2025)
 Will Baker (2024)
 Jean-Marc Mwema (2008-2016, 2021-2024)
 Asbjorn Midtgaard (2024)
 Jo Van Buggenhout (2023-2024)
 Roby Rogiers (2016-2024)
 Seppe Willems (2016-2024)
 Rasir Bolton (2023-2024)
 Jackson Kreuser (2023-2024)
 Justice Sueing (2023-2024)
 Keevan Veinot (2023-2024)
 Nikola Jovanović (2023-2024)
 Asbjorn Midtgaard (2023)
 Quinten Smout (2008-2019, 2021-2023)
 Thijs De Ridder (2013-2023)
 Seppe D'Espallier (2021-2023)
 Reggie Upshaw (2022-2023)
 Desonta Bradford (2022-2023)
 Brandon Anderson (2022-2023)
 Spencer Butterfield (2022-2023)
 Ivan Marinkovic (2023)
 Ferdinand Zylka (2023)
 Royce Hamm (2022)
 Avery Woodson (2022)
 Arik Smith (2022)
 Quentin Goodin (2022)
 Maurice Watson (2022)
 Dennis Donkor (2008-2014, 2017-2022)
 Niels Van den Eynde (2019-2022)
 Jaylen Hands (2021-2022)
 Markel Brown (2021-2022)
 Cameron Krutwig (2021-2022)
 Matthew Tiby (2021-2022)
 Elvar Friðriksson (2021-2022)
 Dave Dudzinski (2017-2021)
 Vrenz Bleijenbergh (2018-2021)
 Vincent Kesteloot (2019-2021)
 Ibrahima Fall Faye (2019-2021)
 Stephaun Branch (2019-2021)
 Sterling Gibbs (2020-2021)
 Jalen Jenkins (2020-2021)
 Phil Cofer (2021)
 Kavell Bigby-Williams (2021)
 Kenneth Smith (2020)
 Hans Vanwijn (2017-2020)
 Vincent Peeters (2017-2020)
 Victor Sanders (2018-2020)
 Bastiaan Van den Eynde (2018-2020)
 Owen Klassen (2019-2020)
 Luka Rupnik (2019-2020)
 Tramaine Isabell (2019)
 Thomas Akyazili (2013-2015, 2017-2019)
 Killian Van den Langenbergh (2017-2019)
 Moses Kingsley (2017-2019)
 Tyler Kalinoski (2017-2019)
 Ismael Bako (2017-2019)
 Paris Lee (2017-2019)
 Jae'Sean Tate (2018-2019)
 Trevor Thompson (2018-2019)
 Jason Clark (2016-2018)
 Tremmell Darden (2017-2018)
 Dorian Marchant (2011-2017)
 Yannick Schoepen (2012-2017)
 Christophe Beghin (2008–2010, 2016-2017)
 Philippe Peeters (2015-2017)
 Mike Smith (2015-2017)
 Demitrius Conger (2016-2017)
 Gavin Ware (2016-2017)
 Ryan Anderson (2016-2017)
 Corey Hawkins (2016-2017)
 Kevin Punter (2016-2017)
 Aleksandar Marelja (2016-2017)
 Andreas Rojas Palma (2011–2012, 2015-16)
 Mikh McKinney (2015-2016)
 Kevin Langford (2015-2016)
 Brad Waldow (2015-2016)
 Carleton Scott (2015-2016)
 Kevin Dillard (2015-2016)
 Melsahn Basabe (2015-2016)
 Kwame Vaughn (2015-2016)
 Leigh Enobakhare (2015-2016)
 Micah Mason (2015-2016)
 Roel Moors (2010-2015)
 Benjamin Simons (2013-2015)
 Ryan Pearson (2013-2015)
 Andy Van Vliet (2013-2015)
 Thomas De Thaey (2013-2015)
 Kyle Fogg (2014-2015)
 Kirk Archibeque (2014-2015)
 Maxime De Zeeuw (2012-2014)
 Yannick Driesen (2012-2014)
 Marko Špica (2013-2014)
 Barry Stewart (2013-2014)
 Scott Thomas (2013-2014)
 Frank Turner (2013-2014)
 Clayton Vette (2013-2014)
 Jordan Callahan (2013-2014)
 Timothy Black (2008-2013)
 Bryan Hopkins (2008-2013)
 Maarten Rademakers (2009-2013)
 Ralph Biggs (2010-2013)
 Jason Love (2012-2013)
 LaMarcus Reed (2012–2013)
 Gregg Thondique (2012-2013)
 Salah Mejri (2010–2012)
 Michael Roll (2010–2012)
 Darnell Wilson (2010–2012)
 Mike Morrison (2011–2012)
 Julian Vaughn (2011–2012)
 Alan Wiggins (2011–2012)
 Randy Oveneke (2008–2011)
 Graham Brown (2009–2011)
 Brecht Guillemyn (2009–2011)
 Trent Strickland (2009–2011)
 Jef Van der Jonckheyd (2001–2003, 2010–2011)
 Wim Vandenweyer (2010–2011)
 Alexander Lichodzijewski (2006–2010)
 Brandon Gay (2007–2010)
 Thomas Gardner (2009–2010)
 Thomas De Thaey (2009–2010)
 Thomas Lamot (2005–2009)
 Yves Dupont (2006–2009)
 Nick Oudendag (2007–2009)
 Lee Wouters (2007–2009)
 Brian Lynch (2008–2009)
 David Toya (2005–2008)
 Mladen Sekularac (2005–2008)
 Vincent Verbeeck (2005–2008)
 Ryan Sears (2007–2008)
 Ian Hanavan (2007–2008)
 Kris Sergeant (2007–2008)
 Ayinde Ubaka (2007–2008)
 Gabriel Mikulas (2007–2008)
 Gianni Fiermans (2007–2008)
 Frederik Biot (2007–2008)
 Ed Norvell (2003–2007)
 Len Matela (2003–2007)
 Gur Shelef (2005–2007)
 Senne Geukens (2005–2007)
 Thomas Dreesen (2005–2007)
 Bob Tshitenge (2005–2007)
 Dwayne Archbold (2006–2007)
 Kelley McClure (2006–2007)
 Pieter Loridon (2000–2006)
 Domien Loubry (2001–2006)
 Sebastien Bellin (2003–2006)
 Peter Lorant (2005–2006)
 Damir Milacic (2005–2006)
 Duke Tshomba (2003–2005)
 Sam Rotsaert (2003–2005)
 Paul Bayer (2000–2002, 2004–2005)
 Ron Ellis (2004–2005)
 Piet De Bel (2004–2005)
 Jozef Casteels (2001–2004)
 David Arigbabu (2003–2004)
 Igor Starcevic (2003–2004)
 Charles Bennett (2003–2004)
 Niels Vinckx (2003–2004)
 Lennert Swaeb (2003–2004)
 Joeri Moonen (2003–2004)
 Kenneth Desloovere (2003–2004)
 Michael Krikemans (2000–2003)
 Maarten Goethaert (2000–2003)
 Tezale Archie (2002–2003)
 Chris Young (2002–2003)
 Miroslaw Lopatka (2002–2003)
 Francisco de Miranda (2002–2003)
 Hugo Sterk (2002–2003)
 Bogdan Karebin (2002–2003)
 Vincent Krieger (2002–2003)
 Ilia Bocevski (2002–2003)
 Stefan Sappenberghs (2000–2002)
 Darius Hall (2001–2002)
 Gerben Van Dorpe (2001–2002)
 Gyasi Cline-Heard (2001–2002)
 Kostyantyn Galenkin (2001–2002)
 Joe Ingegneri (2001–2002)
 Nakiae Miller (2001–2002)
 Shaun Stonerook (2000–2001)
 Otis Hill (2000–2001)
 John O'Connell (2000–2001)
 Milos Babic (2000–2001)
 Vinny Arrendell (2000–2001)
 Dave d'Haens (2000–2001)
 Michael Huger (1996-2000)
 Herbert Arnarson (1997-1998)
 John Brannen (1997-1999)
 Gary Collier (1996-1997)
 Roger Huggins (1997-2000)
 Shane Kline-Ruminski (1995-1996)
 Lance Miller (1999)
 Louis Rowe (1998-2000)
 Helgi Gudfinnsson (1999-2000)
Aalst · Antwerpen · Bergen · Brussel · Charleroi · Den Bosch · Den Helder · Groningen · Hasselt · Kortrijk · Leeuwarden · Leiden · Leuven · Mechelen · Oostende · Rotterdam · Weert · Zwolle